# 음성 가섭사 석가여래좌상
음성 가섭사 석가여래좌상(陰城 迦葉寺 釋迦妊來坐像 은 충청북도 음성군 음성읍에 있다. 2001년 12월 7일 음성군의 향토문화유적 제7호로 지정되었다.

## 개요
이 아미타여래좌상은 가섭사 극락보전(極樂寶殿) 안에 주존으로 모셔져 있는 불상으로 느티나무로 만들어졌고 금박으로 도금되어 있으며, 높이는 90cm이다.  이 불상은 17세기 초에 제작되었으며, 원래는 음성읍 용산리 상봉악사가 폐사될 때 옮겨왔다는 설과, 음성읍 감우리에 소재했던 성주사가 폐사될 때 옮겨왔다는 설이 있는데, 복장 기록에 따르면 대략 1900년대 초로 추정된다. 주불인 아미타여래좌상의 왼쪽은 대세지보살로 지혜의 위력을 나타내고, 오른쪽은 관세음보살로 모든 부처님의 대자비심을 드러내는 대승불교의 대표적 보살이며 1980년대에 조성되었다.